# 熊本県立大津支援学校
熊本県立大津支援学校（くまもとけんりつ おおづしえんがっこう）は、熊本県菊池郡大津町室にある公立特別支援学校。知的障害者を教育対象とする。

## 学部
- 小学部
- 中学部
- 高等部

## 沿革
- 1980年（昭和55年）10月1日 - 熊本県立大津養護学校設置
- 1981年（昭和56年）4月1日 - 現在地で開校
- 1993年（平成5年）4月1日 - 高等部設置
- 2012年（平成24年）4月1日 - 熊本県立大津支援学校に改称。